# Gran Premio di Spagna 2001
Il Gran Premio di Spagna 2001 è stato un Gran Premio di Formula 1 disputato il 29 aprile 2001 sul Circuito di Catalogna, a Montmeló. La gara fu vinta da Michael Schumacher su Ferrari, davanti a Juan Pablo Montoya su Williams e a Jacques Villeneuve su BAR. La gara fu decisa dal ritiro a poche curve dalla fine di Mika Häkkinen, costretto all'abbandono dalla rottura del motore Mercedes della sua McLaren.

## Vigilia

### Aspetti sportivi
La Jaguar, insoddisfatta delle prestazioni del pilota brasiliano, sostituì Luciano Burti con Pedro de la Rosa. A sua volta Burti prese il posto di Gastón Mazzacane alla Prost.

### Aspetti tecnici
Come concordato poche settimane prima dell'inizio del campionato dal Gran Premio di Spagna la FIA rese possibile l'utilizzo di diversi dispositivi elettronici di aiuto alla guida, tra i quali il controllo di trazione, il launch control (sistema automatico di partenza) e la scalata automatica delle marce. Diverse scuderie non portarono in pista questi dispositivi, soprattutto per questioni di affidabilità: la Williams non utilizzò il controllo di trazione, mentre Sauber, BAR e Benetton non impiegarono neanche il sistema automatico di partenza.
Durante il week-end si scatenò anche una controversia legata al diffusore della Williams, ritenuto irregolare dalla concorrenza.

## Prove libere

### Risultati
Nella prima sessione di prove di venerdì i risultati furono i seguenti:
| Pos | No | Pilota             | Costruttore        | Tempo    |
| --- | -- | ------------------ | ------------------ | -------- |
| 1   | 4  | David Coulthard    | McLaren - Mercedes | 1'20"388 |
| 2   | 2  | Rubens Barrichello | Ferrari            | 1'20"823 |
| 3   | 1  | Michael Schumacher | Ferrari            | 1'20"992 |

Nella seconda sessione di prove di venerdì i risultati furono i seguenti:
| Pos | No | Pilota          | Costruttore        | Tempo    |
| --- | -- | --------------- | ------------------ | -------- |
| 1   | 4  | David Coulthard | McLaren - Mercedes | 1'20"107 |
| 2   | 18 | Eddie Irvine    | Jaguar - Cosworth  | 1'20"615 |
| 3   | 9  | Olivier Panis   | BAR - Honda        | 1'20"826 |

Nella sessione di prove libere di sabato mattina i risultati furono i seguenti:
| Pos | No | Pilota             | Costruttore        | Tempo    |
| --- | -- | ------------------ | ------------------ | -------- |
| 1   | 1  | Michael Schumacher | Ferrari            | 1'18"634 |
| 2   | 2  | Rubens Barrichello | Ferrari            | 1'18"674 |
| 3   | 4  | David Coulthard    | McLaren - Mercedes | 1'18"686 |

## Qualifiche

### Resoconto
Michael Schumacher dominò le qualifiche, rimanendo in cima alla lista dei tempi sin dal proprio primo tentativo. Solo nel finale della sessione Häkkinen riuscì ad avvicinare la prestazione del tedesco, mentre gli altri rimasero più staccati. In terza posizione si piazzò  Coulthard, che precedette Barrichello, Ralf Schumacher, Trulli, Villeneuve, Frentzen, Räikkönen e Heidfeld. Montoya fece segnare solamente il dodicesimo tempo, mentre Alonso ottenne un'altra prestazione di rilievo, qualificandosi in diciottesima posizione con la Minardi e battendo entrambi i piloti della Benetton.

### Risultati
| Pos | No | Pilota                | Costruttore        | Pneumatici | Tempo    | Distacco |
| --- | -- | --------------------- | ------------------ | ---------- | -------- | -------- |
| 1   | 1  | Michael Schumacher    | Ferrari            | B          | 1'18"201 |          |
| 2   | 3  | Mika Häkkinen         | McLaren - Mercedes | B          | 1'18"286 | +0"085   |
| 3   | 4  | David Coulthard       | McLaren - Mercedes | B          | 1'18"635 | +0"434   |
| 4   | 2  | Rubens Barrichello    | Ferrari            | B          | 1'18"674 | +0"473   |
| 5   | 5  | Ralf Schumacher       | Williams - BMW     | M          | 1'19"016 | +0"815   |
| 6   | 12 | Jarno Trulli          | Jordan - Honda     | B          | 1'19"093 | +0"892   |
| 7   | 10 | Jacques Villeneuve    | BAR - Honda        | B          | 1'19"122 | +0"921   |
| 8   | 11 | Heinz-Harald Frentzen | Jordan - Honda     | B          | 1'19"150 | +0"949   |
| 9   | 17 | Kimi Räikkönen        | Sauber - Petronas  | B          | 1'19"229 | +1"028   |
| 10  | 16 | Nick Heidfeld         | Sauber - Petronas  | B          | 1'19"232 | +1"031   |
| 11  | 9  | Olivier Panis         | BAR - Honda        | B          | 1'19"479 | +1"278   |
| 12  | 6  | Juan Pablo Montoya    | Williams - BMW     | M          | 1'19"660 | +1"459   |
| 13  | 18 | Eddie Irvine          | Jaguar - Cosworth  | M          | 1'20"326 | +2"135   |
| 14  | 23 | Luciano Burti         | Prost - Acer       | M          | 1'20"585 | +2"384   |
| 15  | 22 | Jean Alesi            | Prost - Acer       | M          | 1'20"601 | +2"400   |
| 16  | 15 | Enrique Bernoldi      | Arrows - Asiatech  | B          | 1'20"696 | +2"495   |
| 17  | 14 | Jos Verstappen        | Arrows - Asiatech  | B          | 1'20"737 | +2"536   |
| 18  | 21 | Fernando Alonso       | Minardi - European | M          | 1'21"037 | +2"836   |
| 19  | 7  | Giancarlo Fisichella  | Benetton - Renault | M          | 1'21"065 | +2"864   |
| 20  | 19 | Pedro de la Rosa      | Jaguar - Cosworth  | M          | 1'21"338 | +3"137   |
| 21  | 8  | Jenson Button         | Benetton - Renault | M          | 1'21"916 | +3"715   |
| 22  | 20 | Tarso Marques         | Minardi - European | M          | 1'22"522 | +4"351   |

## Warm up

### Resoconto
Il warm up di domenica mattina ebbe uno svolgimento piuttosto regolare, con l'eccezione della rottura del motore sulle vetture di Coulthard ed Irvine.

### Risultati
| Pos | No | Pilota             | Costruttore        | Tempo    |
| --- | -- | ------------------ | ------------------ | -------- |
| 1   | 2  | Rubens Barrichello | Ferrari            | 1'20"680 |
| 2   | 4  | David Coulthard    | McLaren - Mercedes | 1'20"901 |
| 3   | 3  | Mika Häkkinen      | McLaren - Mercedes | 1'21"148 |

## Gara

### Resoconto
Prima dell'avvio del giro di ricognizione sulla McLaren di Coulthard si spense il motore. Il pilota scozzese riuscì a ripartire, ma fu costretto a prendere il via dal fondo dello schieramento.
Alla partenza Michael Schumacher mantenne la prima posizione, girando alla prima curva davanti a Häkkinen, Barrichello, Ralf Schumacher, Trulli e Montoya, partito molto bene dalla sesta fila. Ebbe invece delle difficoltà Frentzen, la cui Jordan rimase pressoché ferma sulla griglia, mentre Coulthard, che aveva recuperato cinque posizioni, entrò in contatto con Bernoldi e danneggiò l'alettone anteriore, entrando ai box per sostituirlo. In testa alla corsa Schumacher e Häkkinen presero un ritmo inavvicinabile per i rivali, guadagnando rapidamente un discreto vantaggio sul resto del gruppo. Al sesto giro Frentzen tentò di sopravanzare de la Rosa, ma i due vennero a contatto e furono entrambi costretti al ritiro.
Al 21º passaggio Ralf Schumacher, che accusava problemi ai freni, andò in testacoda e si ritirò. Due tornate più tardi il fratello Michael rientrò ai box per il primo rifornimento, imitato quattro giri dopo da Häkkinen: i due mantennero le proprie rispettive posizioni. Alle loro spalle, una volta terminata la prima serie di soste ai box, si trovavano Barrichello, Montoya, Villeneuve, Trulli, Heidfeld e Coulthard.
La situazione rimase pressoché immutata fino alla seconda serie di pit stop, iniziata dalle due Sauber. Al 43º passaggio si fermò Schumacher: Häkkinen forzò il ritmo, mentre il ferrarista cominciò a perdere terreno a causa di vibrazioni provenienti dal retrotreno, la cui causa non fu rivelata neanche nel dopogara. Al 48º giro Barrichello uscì di pista per un problema ad una sospensione, che ne causò il ritiro nella tornata successiva. Due giri più tardi Häkkinen effettuò il secondo rifornimento, rientrando in pista davanti a Schumacher e sfruttandone le difficoltà per guadagnare un ampio margine sul rivale. Montoya risalì fino al terzo posto, seguito da Villeneuve, Trulli, Heidfeld e Coulthard. Lo scozzese sopravanzò il pilota della Sauber durante il 59º passaggio, entrando così in zona punti.
Nel corso dell'ultimo giro si verificò un clamoroso colpo di scena: Häkkinen rallentò improvvisamente per un evidente problema tecnico, non riuscendo a tagliare il traguardo per poche curve e consegnando così la vittoria a Michael Schumacher; il finlandese verrà comunque classificato al nono posto finale e, per consolazione, il compagno Coulthard gli darà un passaggio ai box sulla sua monoposto. Al secondo posto concluse Montoya, seguito da Villeneuve, che portò alla BAR il primo podio della sua breve storia. Il pilota canadese precedette al traguardo Trulli, Coulthard, in scia all'italiano sotto la bandiera a scacchi, e Heidfeld.

### Risultati
| Pos      | No | Pilota                | Costruttore        | Pneumatici | Giri | Tempo/Ritiro e posizione al ritiro | Partenza | Punti |
| -------- | -- | --------------------- | ------------------ | ---------- | ---- | ---------------------------------- | -------- | ----- |
| 1        | 1  | Michael Schumacher    | Ferrari            | B          | 65   | 1h31'03"306                        | 1        | 10    |
| 2        | 6  | Juan Pablo Montoya    | Williams - BMW     | M          | 65   | +40"736                            | 12       | 6     |
| 3        | 10 | Jacques Villeneuve    | BAR - Honda        | B          | 65   | +49"624                            | 7        | 4     |
| 4        | 11 | Jarno Trulli          | Jordan - Honda     | B          | 65   | +51"251                            | 6        | 3     |
| 5        | 4  | David Coulthard       | McLaren - Mercedes | B          | 65   | +51"614                            | 3        | 2     |
| 6        | 16 | Nick Heidfeld         | Sauber - Petronas  | B          | 65   | +1'01"891                          | 10       | 1     |
| 7        | 9  | Olivier Panis         | BAR - Honda        | B          | 65   | +1'04"975                          | 11       |       |
| 8        | 17 | Kimi Räikkönen        | Sauber - Petronas  | B          | 65   | +1'19"806                          | 9        |       |
| 9        | 3  | Mika Häkkinen         | McLaren - Mercedes | B          | 64   | Frizione (1°)                      | 2        |       |
| 10       | 22 | Jean Alesi            | Prost - Acer       | M          | 64   | + 1 giro                           | 15       |       |
| 11       | 23 | Luciano Burti         | Prost - Acer       | M          | 64   | +1 giro                            | 14       |       |
| 12       | 14 | Jos Verstappen        | Arrows - Asiatech  | B          | 63   | + 2 giri                           | 17       |       |
| 13       | 21 | Fernando Alonso       | Minardi - European | M          | 63   | + 2 giri                           | 18       |       |
| 14       | 7  | Giancarlo Fisichella  | Benetton - Renault | M          | 63   | + 2 giri                           | 19       |       |
| 15       | 8  | Jenson Button         | Benetton - Renault | M          | 62   | + 3 giri                           | 21       |       |
| 16       | 20 | Tarso Marques         | Minardi - European | M          | 62   | + 3 giri                           | 22       |       |
| Ritirato | 2  | Rubens Barrichello    | Ferrari            | B          | 49   | Sospensione (10°)                  | 4        |       |
| Ritirato | 18 | Eddie Irvine          | Jaguar - Ford      | M          | 48   | Motore (8°)                        | 13       |       |
| Ritirato | 5  | Ralf Schumacher       | Williams - BMW     | M          | 20   | Testacoda (4°)                     | 5        |       |
| Ritirato | 15 | Enrique Bernoldi      | Arrows - Asiatech  | B          | 8    | Elettronica (19°)                  | 16       |       |
| Ritirato | 11 | Heinz-Harald Frentzen | Jordan - Honda     | B          | 5    | Collisione con P.de la Rosa (17°)  | 8        |       |
| Ritirato | 19 | Pedro de la Rosa      | Jaguar - Ford      | M          | 5    | Collisione con H.H.Frentzen (16°)  | 20       |       |

## Classifiche

### Piloti
| Pos. | Pilota                | Punti |
| ---- | --------------------- | ----- |
| 1    | Michael Schumacher    | 36    |
| 2    | David Coulthard       | 28    |
| 3    | Rubens Barrichello    | 14    |
| 4    | Ralf Schumacher       | 12    |
| 5    | Nick Heidfeld         | 8     |
| 6    | Jarno Trulli          | 7     |
| 7    | Juan Pablo Montoya    | 6     |
| 7    | Heinz-Harald Frentzen | 6     |
| 9    | Mika Häkkinen         | 4     |
| 9    | Jacques Villeneuve    | 4     |
| 11   | Olivier Panis         | 3     |
| 12   | Kimi Räikkönen        | 1     |
| 12   | Giancarlo Fisichella  | 1     |

### Costruttori
| Pos. | Team               | Punti |
| ---- | ------------------ | ----- |
| 1    | Ferrari            | 50    |
| 2    | McLaren - Mercedes | 32    |
| 3    | Williams - BMW     | 18    |
| 4    | Jordan - Honda     | 13    |
| 5    | Sauber - Petronas  | 9     |
| 6    | BAR - Honda        | 7     |
| 7    | Benetton - Renault | 1     |